# Mar Niobrarà

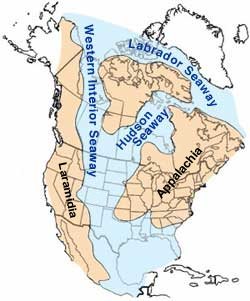
Mar interior occidental durant el Cretaci mitjà, fa uns 100 milions d'anys

El mar Niobrarà, també anomenat mar del Cretaci, mar interior occidental, i mar interior d'Amèrica del Nord, va ser un enorme mar interior que va separar el continent nord-americà en dues meitats durant la major part del Cretaci mitjà i superior.